# Cuneo (província)
A província de Cuneo (Port.Coni) é uma província italiana da região de Piemonte com cerca de 554 992 habitantes, densidade de 79 hab/km². Está dividida em 249 comunas, sendo a capital Coni.
Faz fronteira a norte com a província de Turim, a este com a província de Asti, a sul com a região da Ligúria (província de Impéria e Savona) e a oeste com a França (departamento dos Alpes Setentrionais e dos Alpes Marítimos na  região de Provença-Alpes-Costa Azul).